# Xocalı (district)
Chodzjali (ook geschreven als Xocalı en Khojaly) is een district in Azerbeidzjan.
Het maakte in de sovjettijd deel uit van de Nagorno-Karabachse Autonome Oblast en werd nadien onderdeel van de internationaal niet-erkende Republiek Nagorno-Karabach. Na de aanval op Nagorno-Karabach in 2023 verkreeg Azerbeidzjan complete controle over het gebied.
Chodzjali telde op 1 januari 2012 een inwoneraantal van 26.700 op een oppervlakte van 940 km². De bevolkingsdichtheid was dus 28,4 inwoners per km².